# HD 31093
HD 31093 és una estrella doble o múltiple de la constel·lació del Burí.